# AudioPorn Records
AudioPorn Records est un label de musique britannique indépendant fondé en 2007, spécialisé dans la musique électronique (en particulier le dubstep, le drum and bass et l'electro house).